# Kostel Nanebevzetí Panny Marie (Bošín)
Farní kostel Nanebevzetí Panny Marie v Bošíně je původně gotická, později barokní sakrální stavba ve středu obce, v níž se nachází ještě evangelický kostel. Od roku 1965 je kostel chráněn jako kulturní památka.

## Historie
Kostel byl postaven pravděpodobně před rokem 1362, kdy již byl farním kostelem, v gotickém slohu. V 18. století byla loď a věž barokně přestavěna a kostelu byla dána barokní podoba. Báň věže byla dostavěna okolo roku 1761. Rozsáhlé úpravy zaznamenal kostel v letech 1782 a 1784, následně potom v 19. století. V období 1945-1989 byl kostel zanedbáván a došlo k jeho devastaci. Po pádu totalitního režimu začaly práce na jeho postupné obnově. V roce 2016 má dolní část báně věže novou střechu provizorně krytou lepenkou. Střecha lodi je s menšími dírami. Omítka je silně poškozená. Je plánováno, že v roce 2016 půjde na opravu kostela 590 tisíc korun z dotačních programů Ministerstva kultury České republiky. Celková částka potřebná na opravu kostela je odhadována kolem 5 milionů korun.

## Architektura

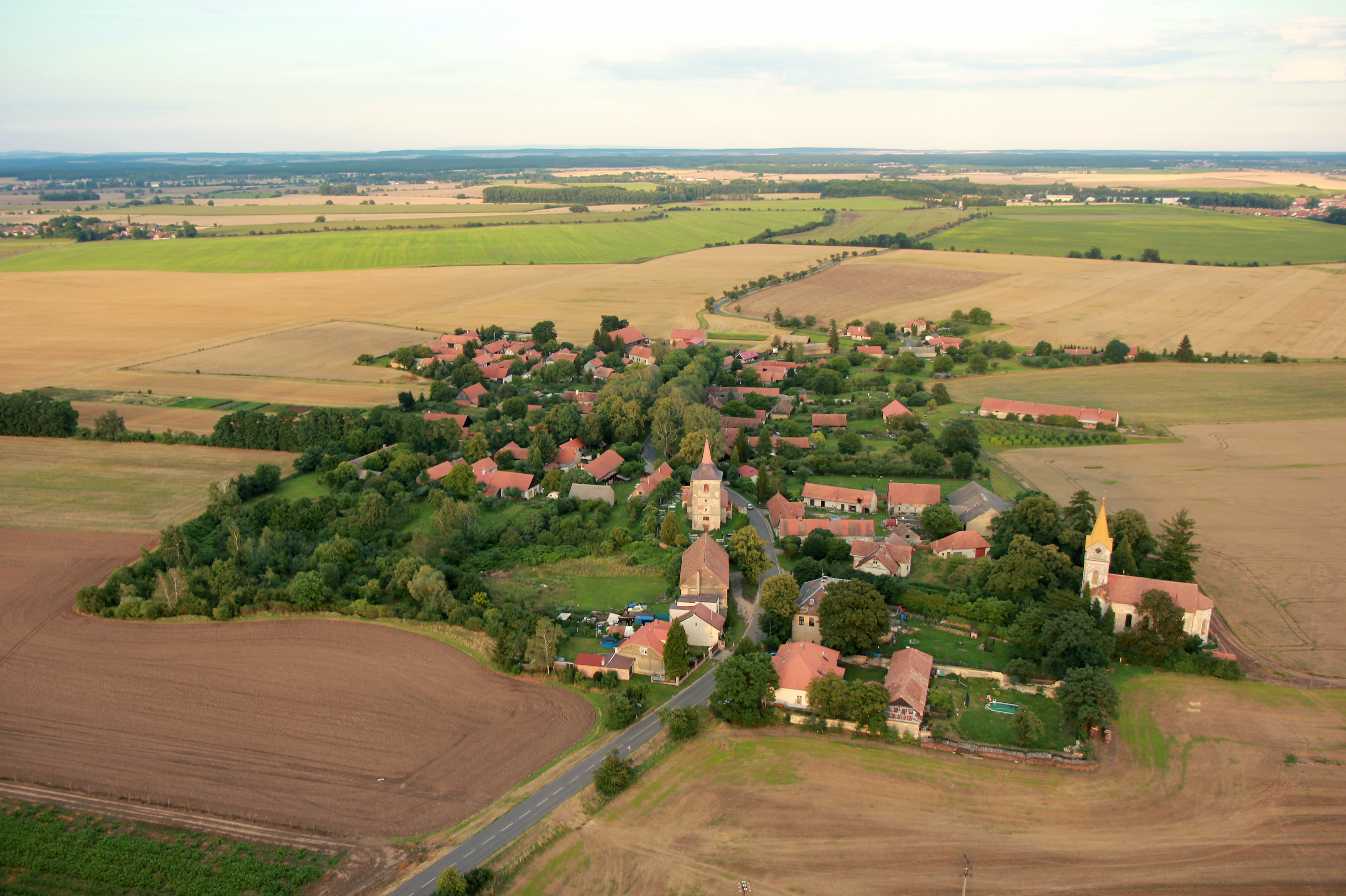
Letecký pohled na Bošín s kostelem Nanebevzetí Panny Marie ve středu obce a na pravém boku snímku s evangelickým kostelem

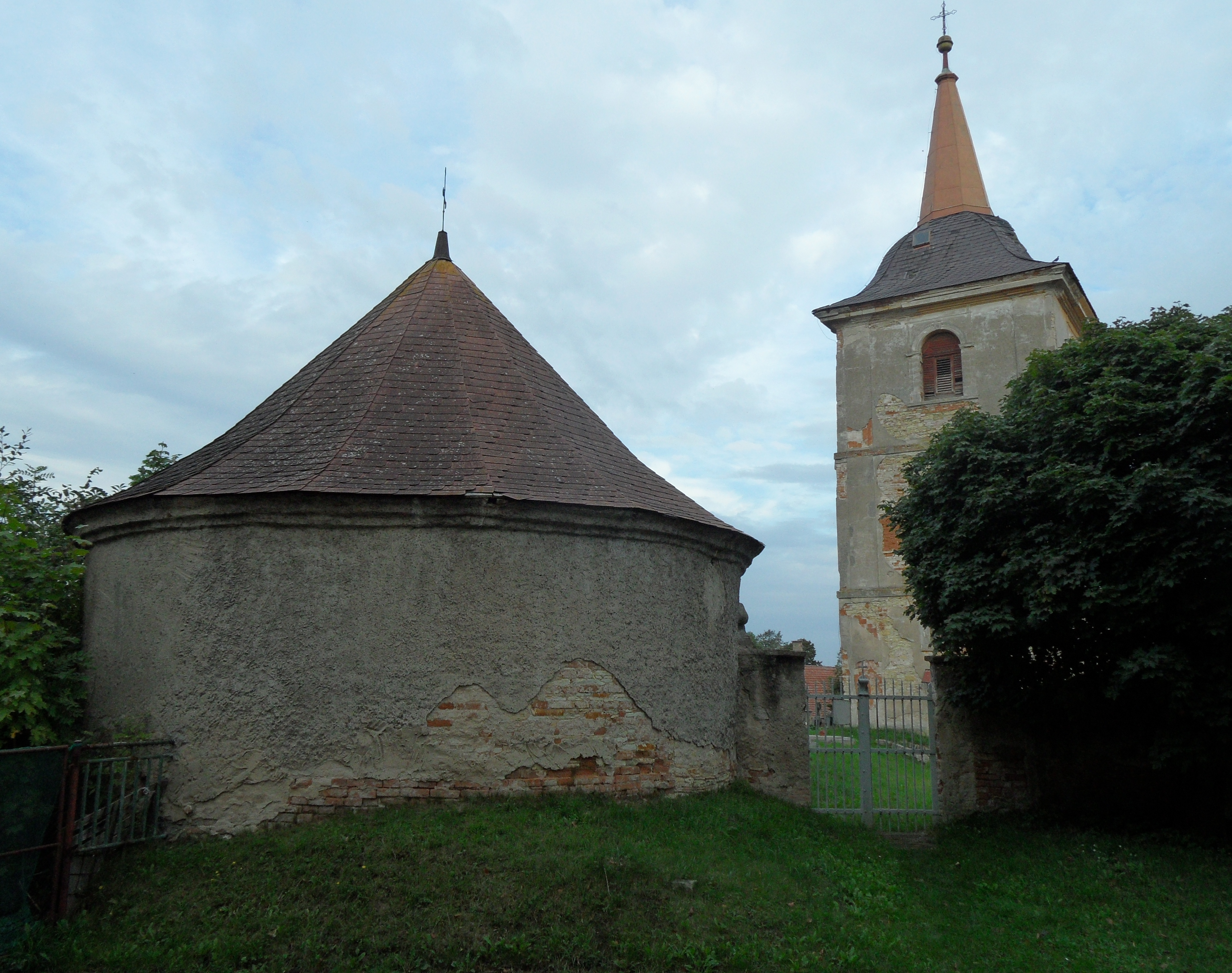
Kostel s márnicí od západu

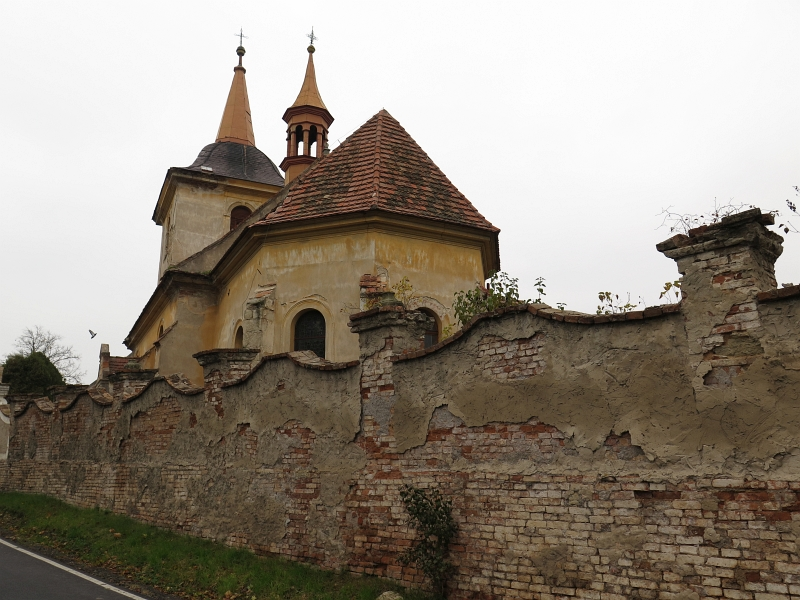
Závěr kostela v Bošíně

Jedná se o jednolodní stavbu s pětiboce uzavřeným presbytářem a hranolovou věží v západní straně. Presbytář je sklenut jedním polem křížové žebrové klenby a v závěru je sklenut paprsčitě. Loď má plochý strop. V presbytáři se nachází gotický sanktuář z období kolem roku 1400. Má ostění zdobené kamennými fiálami a zachovala se i původní kovaná mříž s rozetou a plaménkovými motivy.

## Zařízení
Kostel je zařízen pseudorenesančně z 80. let 19. století. Na hlavním oltáři je obraz od Josefa Vojtěcha Hellicha. V lodi se nachází obraz Nanebevzetí Panny Marie na dřevě. Jedná se o výraznou práci z 2. poloviny 17. století, která byla restaurována v roce 1880. Dále je zde obraz Narození Páně, snad z okruhu Heinschova, který pochází ze 3. čtvrtiny 17. století. V kostele je několik náhrobníků: společný figurální náhrobek synů Maxmiliána Rašína z Rýznburka z let 1593–1595, figurální náhrobník z roku 1596 a nápisový náhrobník z roku 1612.

## Okolí kostela

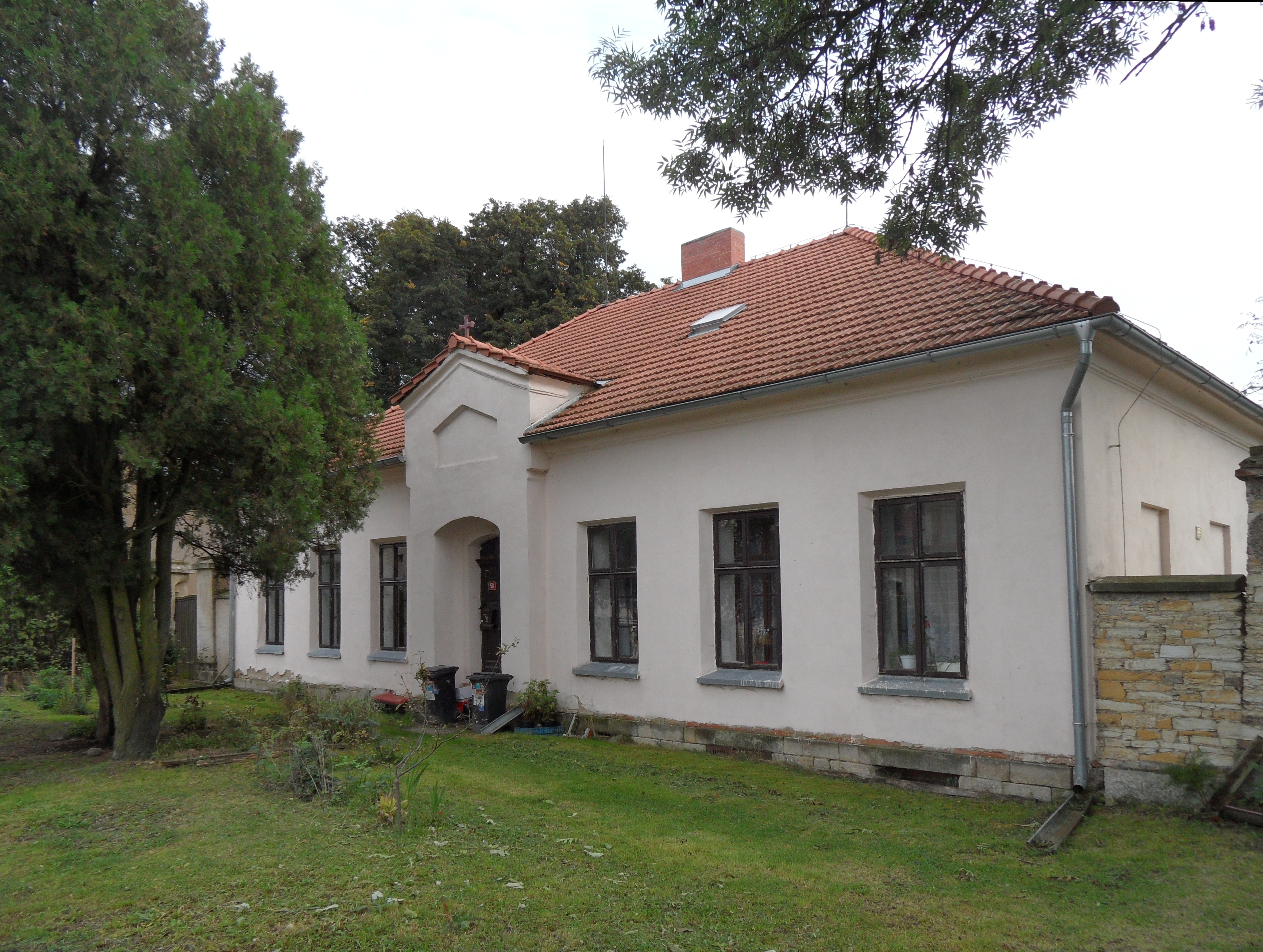
Fara v Bošíně

Před kostelem stojí barokní márnice z 18. století. Je na elipsovém půdorysu. Zevně je členěna lizénami a pilastry. Okolo kostela vysoká zeď pravděpodobně z roku 1784, zdobený současnými sochami sv. Jana Nepomuckého a sv. Floriána.